# Kittisak Roekyamdee
Kittisak Roekyamdee (thailändisch กิตติศักดิ์ ฤกษ์ยามดี, * 31. Oktober 2001) ist ein thailändischer Fußballspieler.

## Karriere
Kittisak Roekyamdee erlernte das Fußballspielen in der Jugendmannschaft des Phukhieo United. Ab 2020 stand er dann beim Nakhon Ratchasima FC unter Vertrag. Der Verein aus Nakhon Ratchasima spielte in der ersten Liga des Landes, der Thai League. Sein Profidebüt gab er am 9. März 2021 im Heimspiel gegen Muangthong United. Hier wurde er in der 90.+5 Minute für den Ivorer Amadou Ouattara eingewechselt. Im Sommer 2022 wechselte er zum ebenfalls in Nakhon Ratchasima beheimateten Drittligisten Nakhon Ratchasima United FC. Mit dem Verein spielte er fünfmal in der North/Eastern Region der Liga. Zu Beginn der Saison 2023/24 schloss er sich im Sommer 2023 dem ebenfalls in der North/Eastern Region spielenden Suranaree Black Cat FC an.